# Плем'я (фільм, 2009)
«Плем'я» (англ. The Forgotten Ones) — американський фільм жахів 2009 року режисера Йорга Ілі. У російський прокат картина вийшла під назвою «Плем'я».

## Сюжет
Ліз і її друзі вирушають на яхті у романтичну подорож південними морями. Вони зазнають аварії біля тропічного острова, але їм вдається вибратися на берег і подати сигнал тривоги. Залишилося тільки дочекатися рятувальників. Та після таємничого зникнення нареченого Ліз Пітера, мандрівники починають розуміти, що вони на острові не самі. Виявляється, господарі острова, що ховаються в джунглях, мають специфічне уявлення про гостинність. І гості можуть не дочекатися прибуття рятувальної експедиції.

## У ролях
- Джуел Стейт — Ліз
- Джастін Балдоні — Пітер
- Марк Бачер — Айра
- Нікі Гріффін — Лорен
- Келан Латс — Джейк
- Гелена Барет — Майра

## Знімальна група
- Режисер: Йорг Іле (Jorg Ihle)
- Сценарій: Йорг Іле (Jorg Ihle)
- Продюсери: Воллес Бальбоа (Wallace Balboa)
- Оператор: Крістофер Попп (Christopher Popp)
- Композитор: Кайл Кеннет Баттер (Kyle Kenneth Batter)
- Монтаж: Ед Маркс (Ed Marx)
- Художник-постановник: Вільям Бадж (William Budge), Ніколь Лобарт (Nicole Lobart)
- Художник по костюмам: Свінда Рейчелт (Swinda Reichelt)

## Виробництво
- Avatar Media